# Джон Мерфі
Джон Ме́рфі (англ. John Murphy) — технічний аналітик, є президентом двох компаній, якими він управляє разом зі своїм партнером Грегом Морісом (Greg Morris). Одна з них — MurphyMorris Inc. (www.murphy-morris.com) — мережевий ресурс, присвячений технічному аналізу. Друга — MurphyMorris Money Management Corp., компанія, що спеціалізується на управлінні капіталом, в роботу якої були упроваджені багато тих концепцій, які сам Мерфі використовевав за свою більш ніж 30-річну кар'єру.
Окрім книг «Міжринковий технічний аналіз» (Intermarket Technical Analysis, John Wiley & Sons, 1991) і «Візуальний інвестор» (The Visual Investor, Johnwiley & Sons, 1996), Мерфі є автором книги «Технічний аналіз фінансових ринків» (Technical Analyis of the Financial Markets, Newyork Institute of Finance/prentice Hall, 1999), яка була перший раз видана під назвою «Технічний аналіз ф'ючерсних ринків» (Technical Analysis of the Futures Markets) в 1986 році і може, як і багато інших, його книг по праву вважатися «Біблією» технічного аналізу. Асоціація технічних аналітиків ринку (Market Technicians Association, MTA) використовує її як «основне джерело при тестуванні претендентів на звання Сертифікованого технічного аналітика (Chartered Market Technician, CMT)». З моменту першої публікації ця книга була перекладена на вісім мов.